# Apogonia gressitti
Apogonia gressitti är en skalbaggsart som beskrevs av Frey 1971. Apogonia gressitti ingår i släktet Apogonia och familjen Melolonthidae. Inga underarter finns listade i Catalogue of Life.